# Намисто
Нами́сто або буси (від ар. búsra, пор. бісер), рідко мони́сто — прикраса з перлів, коралів, камінців та ін., яке носять на шиї. Намиста є одною з найдавніших прикрас, відомих з доби палеоліту. Зараз їх носять переважно жінки, але історично й чоловіки використовували їх як прикраси. Намисто може називатися також за матеріалом — «коралі», «бісері», «пацьорки». Один елемент намиста (перл, камінець тощо) називається намисти́на (рідше буси́на).
Слово «намисто» є результатом метатези давнішого «монисто» (прасл. *monisto), яке вважають спорідненим з давн.в-нім. mana («грива», «шия»), menni («намисто»), давн-англ. mene, англ. mane («грива»), санскр. मन्य («шия», «потилиця») і виводять від пра-і.є. *mono- («потилиця», «шия»).

## Українське традиційне намисто
Намисто — найстарша й найпоширеніша з жіночих нашийних прикрас на всій території України.
|  | Сестру Дідона мала Ганну, Насправді дівку, хоть куди, Проворну, чепурну і гарну; Приходила і ся сюди, В червоній юпочці баєвій, В запасці гарній фаналевій, В стьонжках, намисті і ковтках. |

І. П. Котляревський «Енеїда»

### Опис
Намисто було різним як за матеріалом, кольором, формою, так і за способами носіння. Раніше складалося із скойок, гарних рослинних плодів, зерен, кісточок овочів, які згодом заступили намистинки з каменю, металу чи скла. Найбільше цінувалося намисто з дорогих природних матеріалів — коралів, бурштину, перлів, гранатів, скла, смальти. Дорого цінувалося гуцульське намисто з венеційського різноколірного скла з вкрапленнями іншого кольору або золота, яке завозилося з Італії.
На Лівобережній Наддніпрянщині було поширене намисто зі «щирого» бурштину, що добувався в околицях Києва. Вважалося, що це принесе здоров'я і щастя. Частіше носили одну довгу й масивну низку бурштину в сполученні з кораловим намистом.
На Східному Поділлі розповсюджене намисто зі шліфованих річкових перлів, що мало назву «баламути».
Штучне намисто називали дурним, дутим, несправедливим. Намисто з доброго натурального каміння на початку XX століття вийшло із селянського ужитку. Його замінило скляне (не дуте) намисто фабричного виробу («пацьорки»), що поширилося в Україні з середини XIX століття. Воно було білого, блакитного, зеленого, жовтого, червоного, вишневого, чорного кольорів. Іноді на одну нитку нанизували різноколірні намистини. Намистини різного кольору також нашивалися на колан. На Лівобережжі, срібні намистини (рифи, пугвиці) додавалися до разка коралів.
Дрібне скляне намисто використовували для силяння ґерданів на західній Україні.

### Спосіб носіння

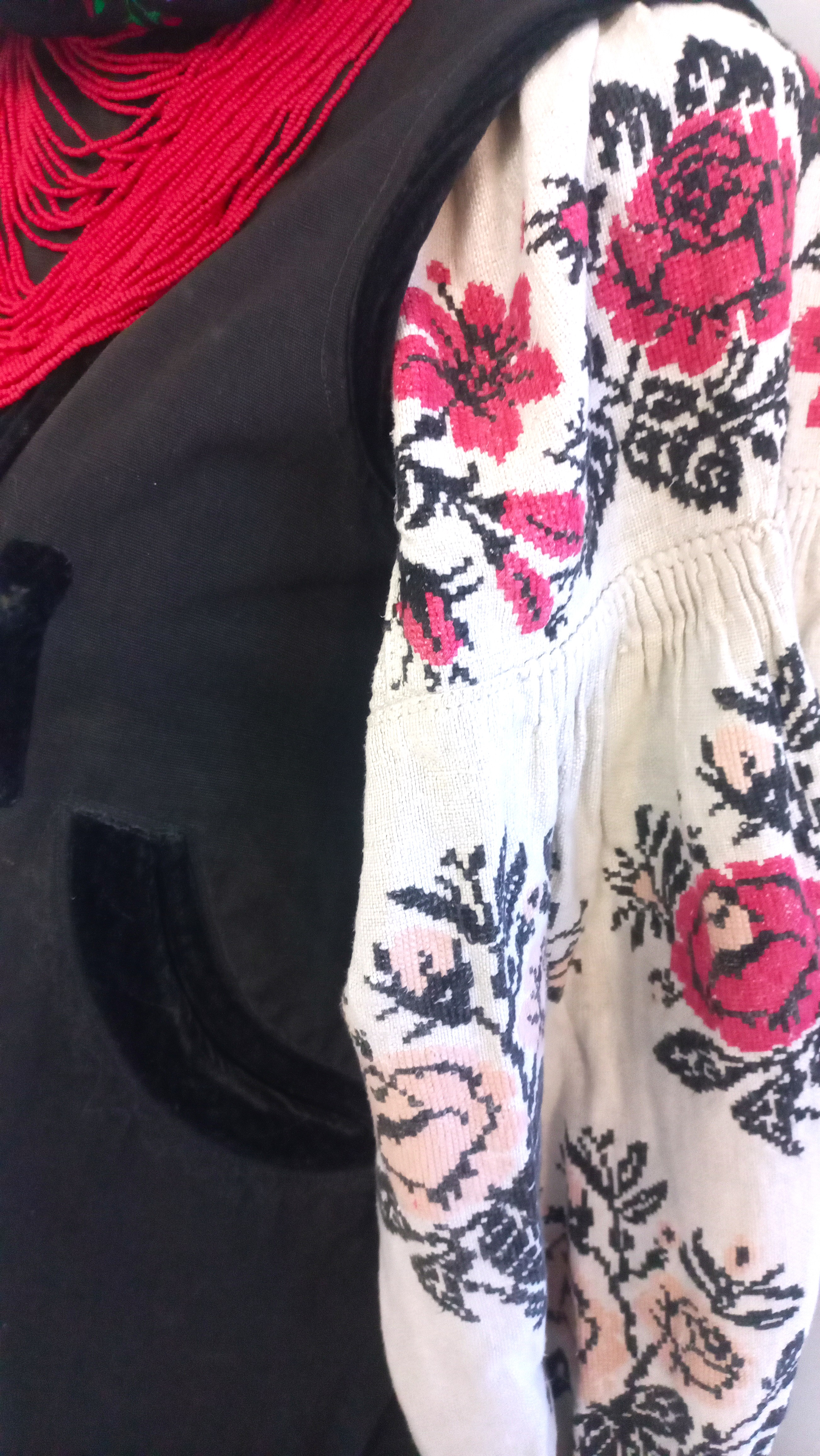
Намисто, корсетка та сорочка

Намисто завжди було дуже важливим в строї жінок та дівчат: чим більші були намистини й чим більше разків було на шиї, тим заможнішою була їх власниця. Найбідніші повинні були мати 2-3 шнурки коралів, а найбагатші 10-15. Коралі були занизані на шовковий шнурок і розташовані в певному порядку. Спочатку надівався невеликий шнурок з малими намистинами. Далі величина шнурків та намистин поступово збільшувалася. Між коралами розташовували дукачі, які теж були меншими та більшими. В заможних міщан дукачі були завжди золоті, а в менш заможних були срібні з позолотою. Таких дукачів у заможних міщанок було від 6 до 12 штук.

## Цікаві факти
Влітку 2024 року на щорічному фестивалі Яворівської забавки та свята меду, який відбувся на Львівщині, було виготовлено унікальне дерев'яне намисто довжиною 37 метрів. Намисто оздобили яворівським розписом, а саму подію урочисто зафіксували як новий рекорд України.

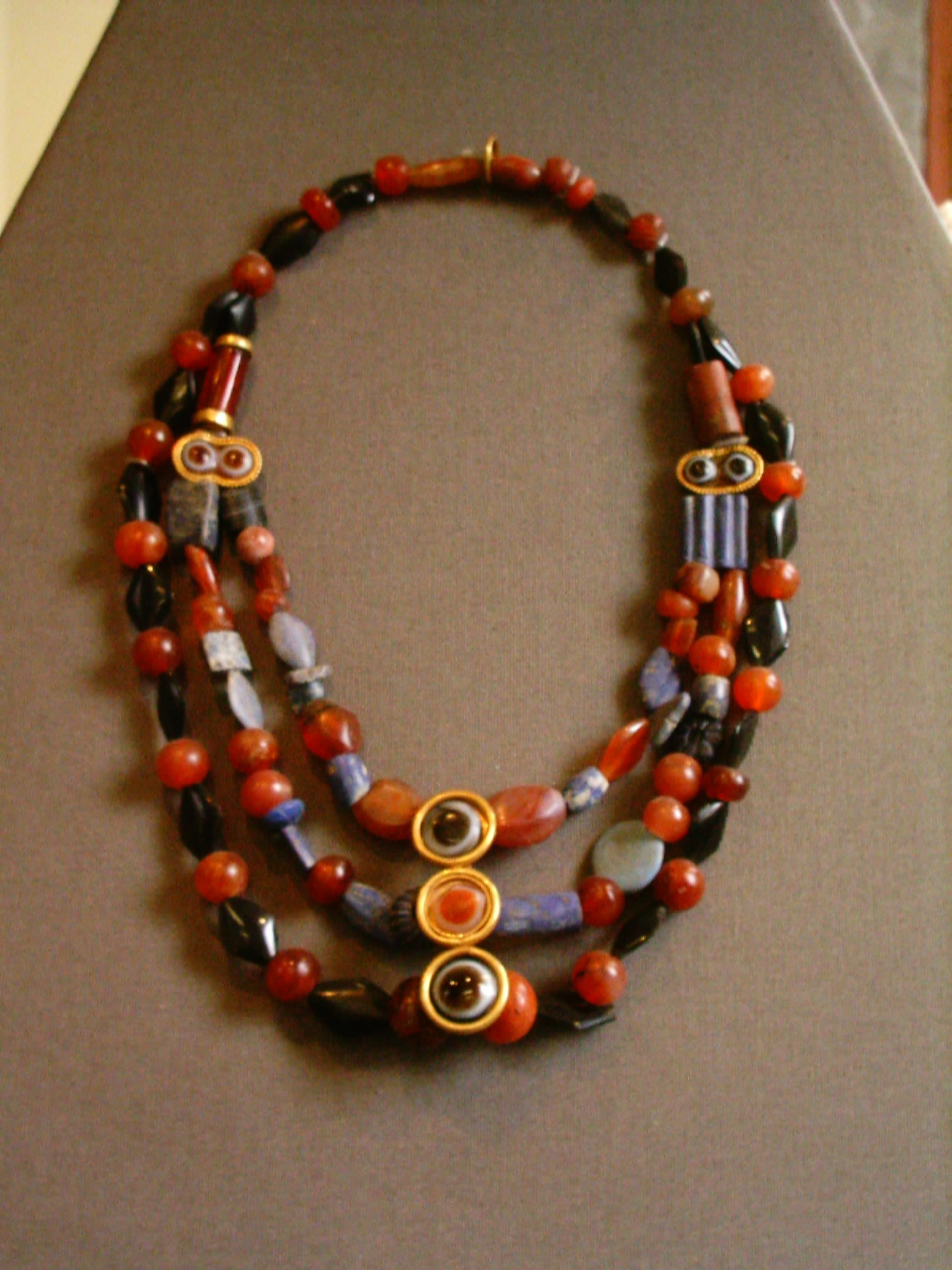
Намисто
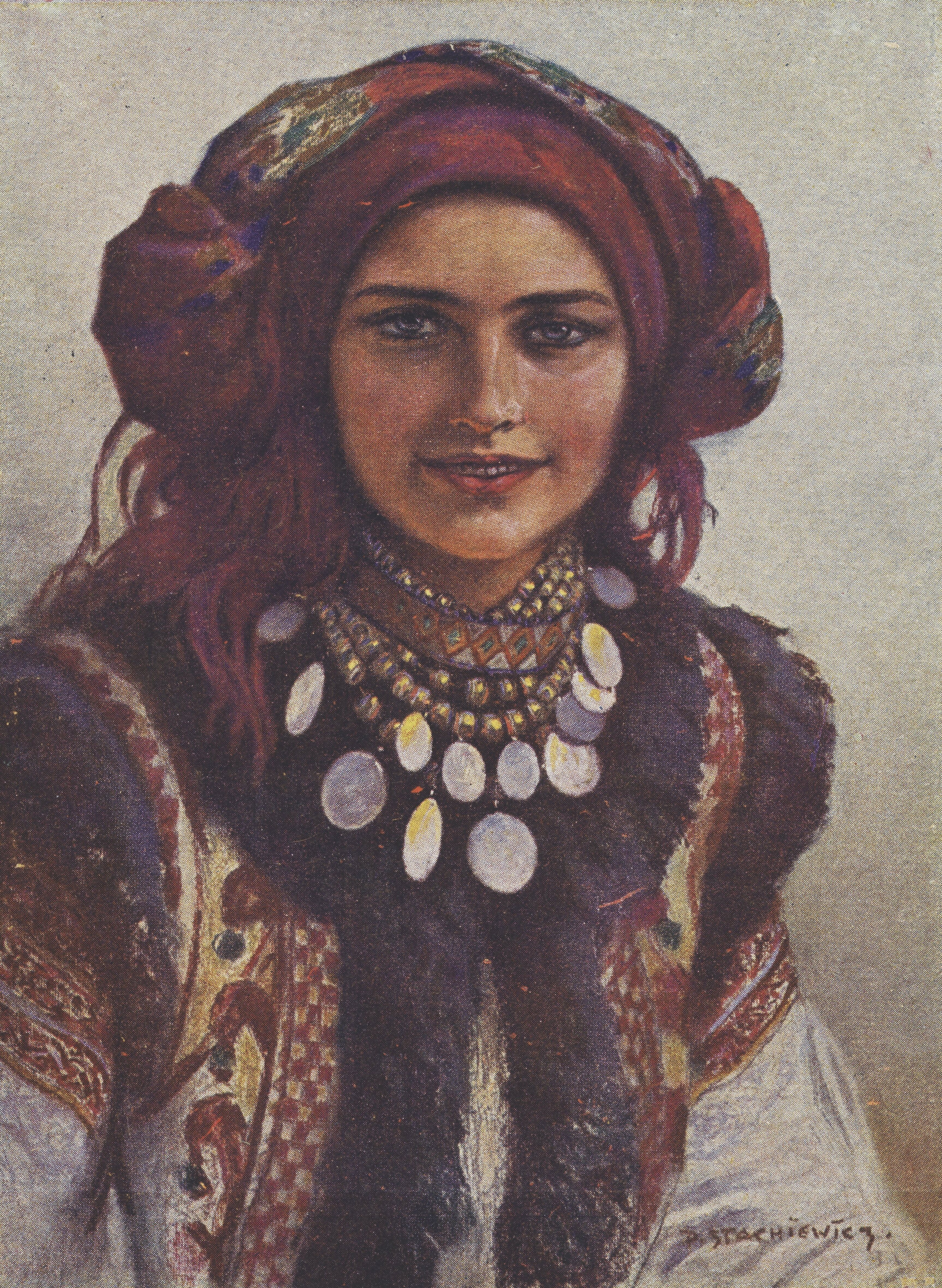
Гуцулка з намистом
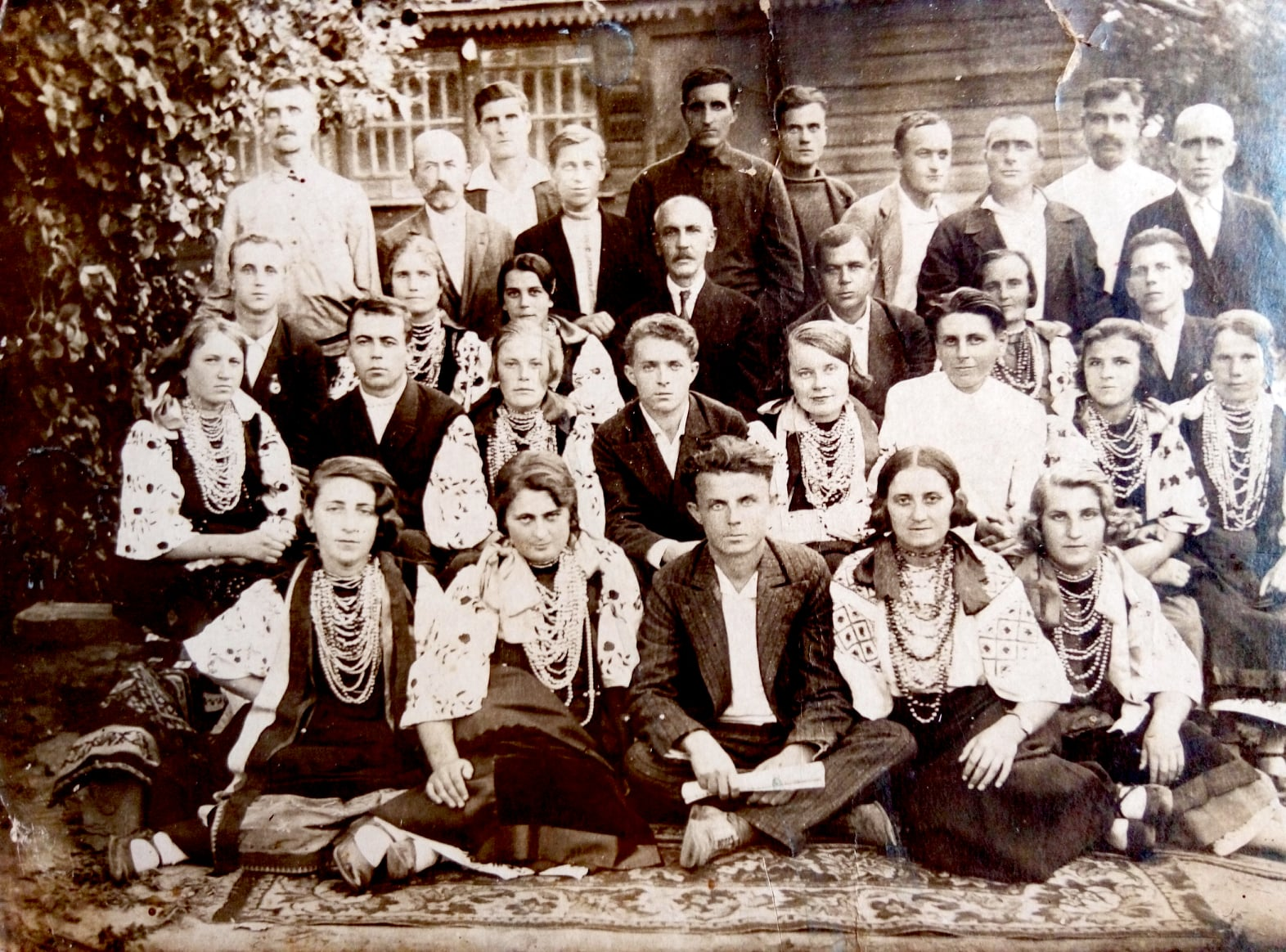
Церковний хор у Носівці, 1930-і
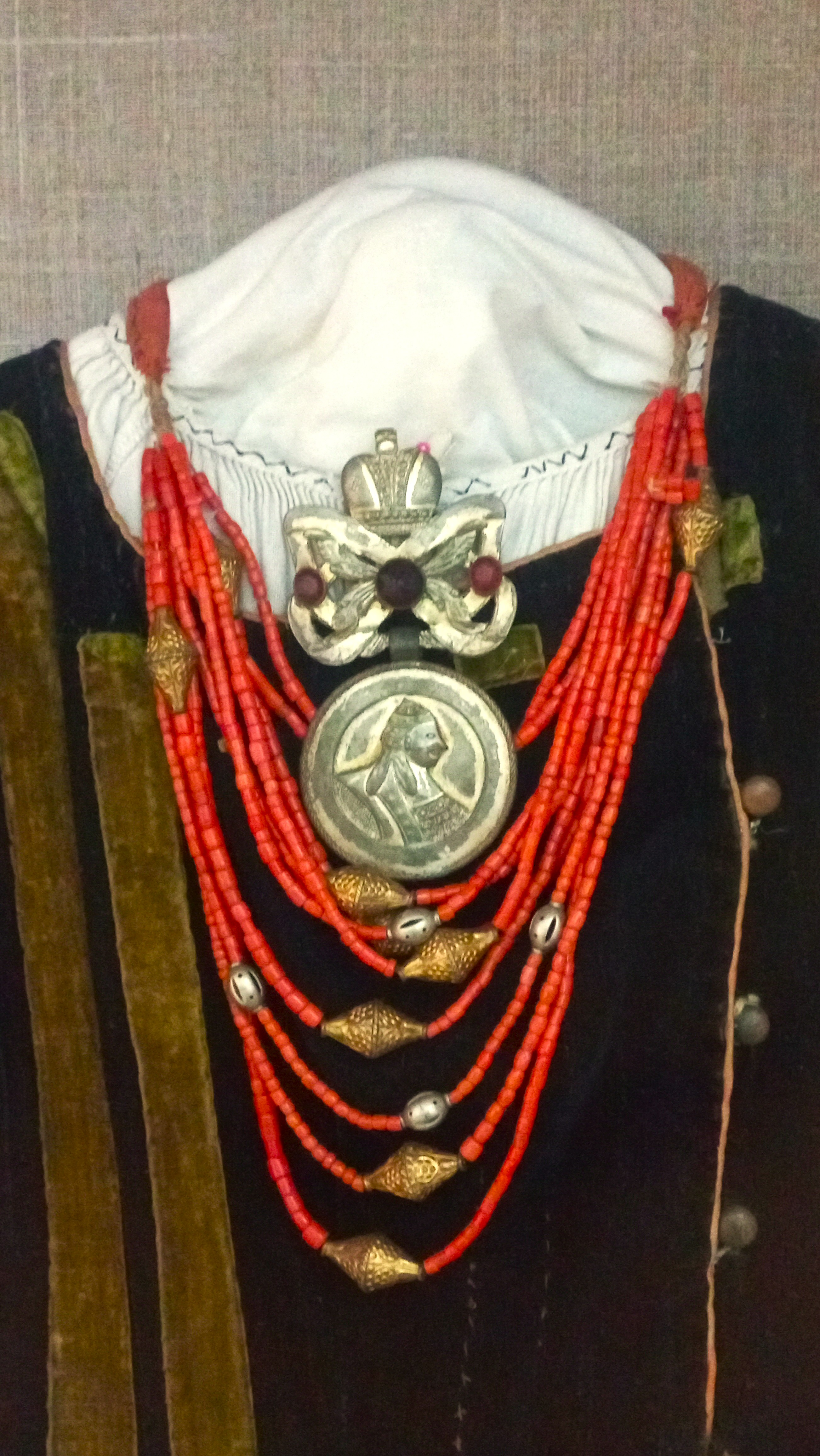
Дукач (Дукат) з колекції Ніжинський краєзнавчий музей імені Івана Спаського